# Hong Kong Ice Hockey Association
Hong Kong Ice Hockey Association (kinesiska: 香港冰球協會有限公司) ordnar med organiserad ishockey i Hongkong. Hongkong inträdde i IIHF den 30 april 1983.

### Fotnoter
1. ↑  ”Hong Kong”. International Ice Hockey Federation. http://www.iihf.com/iihf-home/countries/hong-kong.html. Läst 9 april 2012.